# Dvorec
Dvorec je reprezentančna, običajno v nižinskem svetu zgrajena grajska stavba, namenjena predvsem bivanju in je bila središče fevdalnega gospostva. V 16. stoletju so se ohranile nekatere sestavine obrambe (utrdbe), ki pa so se kasneje izgubile. Dvorci obstajajo v večini evropskih držav, kjer je obstajal fevdalizem, in so bili včasih znani kot gradovi, palače in tako naprej.  
Na slovenskem ozemlju so razcvet doživeli v 18. stoletju. Primeri so: Grad Brdo pri Kranju, dvorec Visoko, dvorec Dornava, dvorec Štatenberg, dvorec Betnava, dvorec Frajštajn, Polhograjska graščina, dvorec Goričane, dvorec Jelše, dvorec Novo Celje, dvorec Lanthieri, Grad Dobrovo, dvorec Račji dvor, Grad/dvorec Rakičan, vinogradniški dvorec Železne dveri, Grad Gundrska vas na avstrijskem Koroškem in drugi.

## Funkcija
Gospodar dvorca bi lahko imel več takih posesti v celotni grofiji ali celo, v primeru fevdalnega barona, v celotnem kraljestvu, ki ga je zasedal le na občasnih obiskih. Upravljanje dvorca so izvajali imenovani uradniki, med njimi je bil upravitelj, ki je podeljeval najeme najemnikom, reševal spore med najemniki in upravljal in na splošno nadzoroval posest. Velika in primerna stavba je imela znotraj dvorca običajno veliko ali glavno dvorano in zasebni dnevni in spalni del za nastanitev gospodarja. V manjših dvorcih, ki niso zadostovali za gospodarja in njegovo veliko družino za celo leto, so bivali le nekaj mesecev na vsakem in se med njimi premikali. To je bila tudi priložnost da se dvorec očisti, kar je bilo še posebej pomembno v času greznic in eventualno popravi. Zato so ti gospodje potrebovali uslužbence kot je bil senešal (dvorni upravitelj), ki je deloval kot gospodarjev namestnik in upravljal dvorec v vseh različnih zadevah.

## Arhitektura
Čeprav dvorci običajno niso bili zgrajeni z močnimi utrdbami, kot so gradovi, so bili številni kljub temu utrjeni, za kar je bilo treba pridobiti kraljevo dovoljenje. Lahko so imeli obzidje ali jarke, včasih so zraven sodile tudi kmetijske stavbe. Za zaščito pred roparji in tatovi so v primeru obstoja jarka dostopali preko dvižnega mostu in bili opremljeni z vhodnim poslopjem, vendar ne tako utrjenim kot za primer obleganja. Primarna lastnost dvorca je bila velika dvonadstropna dvorana, ki so ji dodali podrejene stanovanjske prostore, pogosto pa tudi kapelo.
Do začetka 16. stoletja so dvorci, kot tudi manjši gradovi začeli pridobivati značaj in dobrine rezidenc podeželske gospode in obrambni elementi niso bili več potrebni. Ob koncu 16. stoletja so se v Franciji preoblikovali v veliko manjše renesančne graščine in v Angliji številne podeželske dvorce v elizabetinskem in jakobinskem slogu.
Strukturna razvoj dvorcev se je začela s pojavom kmetijske proizvodnje v 1500-ih spreminjati. Prvotno enostavne velike hiše so postale središče posesti. V dokumentih iz zgodovinskih arhivih so te hiše zato pogosto označene kot letne rezidence. Pogosto pa so imeli le kamnite temelje in nadgradnjo stavbe v slogu predalčne lesene gradnje, deloma tudi obokano klet in večji stopniščni stolp. V prvi polovici 17. stoletja je prevladovala opečna gradnja. Dvokrilnim poslopjem so dozidali nova krila in dvorec je tudi vizualno postal bolj dominanten. Po obnovi po tridesetletni vojni je dvorec postal osrednja stavba večjih dvorov. Pred njim je bilo pogosto atraktivno vhodno poslopje, ki je predstavljalo vhod v posest.

### Nemčija
Herrenhaus je najpogostejši izraz za dvorec v Nemčiji. Schloss je še ena nemška beseda za stavbe podobne graščini, veličastnemu domu ali palači.

### Anglija
V drugi polovici obdobja vladanja kraljice Elizabete I. (1558-1603) in njenega naslednika kralja Jakoba VI. (1603-1625), so prve dvorce zasnovali arhitekti in ne zgolj zidarji ali gradbeniki, zato se je njihov videz začel spreminjati. Takšne hiše so Burghley House, Longleat House in Hatfield House in so med najbolj znanimi iz tega obdobja in zdi se da danes utelešajo angleško podeželsko hišo.

### Španija
Casa solariega je splošno ime za dvorec v Španiji. To so bili kraji, kjer glavarji plemiških družin prebivali. Te hiše so imele različna imena, odvisno od geografske regije Španije, kjer so se nahajale, plemenitega čina lastnika družine, velikosti hiše in / ali uporabe. 
Palacio je razkošno okrašena velika rezidenca, še posebej kraljevsko prebivališče ali dom voditelja države ali kakšnega drugega visokega dostojanstvenika, kot škof ali nadškof. Sama beseda izhaja iz latinskega imena palacij, po Palatinskem griču v Rimu. Primeri so: Palača Zarzuela, Palača Moncloa, Palacio del Marqués de Dos Aguas (Valencia), Palača Borgia in Palača Liria.
Palacio real je poseben izraz za kraljevo rezidenco. To so:  Kraljeva palača v Madridu, Kraljeva palača El Pardo, Kraljeva palača Aranjuez, Kraljeva palača La Granja de San Ildefonso, Kraljeva palača Riofrío in Kraljeva palača La Almudaina.
Poleg navedenih so dvorci tudi nadškofijske palače, nekateri alcazarji (v Toledu, Sevilji, Alcázar de los Reyes Cristianos in v Segovii), haciende in drugi.
V Španiji je bilo mnogo dobro ohranjenih starih dvorcev, palače, gradov in velikih hiš spremenjenih v tip hotela, ki se imenuje parador.

### Portugalska
Na Portugalskem je bilo med 17. do zgodnjega 20. stoletja precej pogosta, da je plemstvo imelo podeželske dvorce. Ti dvorci, znani kot solars (paços, ko je imel dvorec določeno slavo ali velikosti; quintas, ko je bil dvorec vključen v zemljiško posest), so nastajali predvsem v severnem, običajno bogatejšem delu Portugalske, v pokrajinah Beira, Minho, in Trás-os-Montes. Mnogi so se spremenili v tip hotela, ki se imenuje pousada.

### Poljska
Arhitekturna oblika poljske graščine (poljsko Dwór) oziroma dvorca se je razvila okoli poznega obdobja poljske renesanse in se nadaljevala vse do druge svetovne vojne, ki je skupaj s komunističnim prevzemom Poljske, pomenil konec plemstva na Poljskem. Odlok iz leta 1944 je nacionaliziral večino dvorcev lastnine plemičev, nekatere so prilagodili za druge namene. Mnogi so zaradi nevzdrževanja počasi propadli.

### Francija
V Franciji so izraz château ali manoir pogosto uporablja kot sinonim za opis francoskega dvorca ali graščine. Maison-forte je še ena francoska beseda za opis močno utrjene graščine, ki ima lahko dvojno obzidje, dvižni most in pritlično dvorano ali salle basse, ki so jo uporabljali kot avdienčno dvorano. Salle haute ali zgornja dvorana je bila rezervirana za gospodarje in dostopna po zunanjem stopnišču.
Nekatere večje graščine iz 16. stoletja, kot je Château de Kerjean v Finistère v Bretanji, so bile opremljene z jarki in okopi, s ploščadmi za topove. Ti obrambni elementi so omogočali maisons-fortes in podeželskim dvorcem varnost pred napadi iz strani, ki so bili pogosti v nemirnih časih stoletne vojne in francoskih verskih vojn, vendar se jim je bilo težko upirati proti obleganju vojske, opremljene z oblegovalnimi napravami.

### Nizozemska
V času nizozemske zlate dobe v 17. stoletju so trgovci in plemiči iskali načine za vnovčevanje svojega premožena in kupovali posestva ter gradili velike podeželske dvorce, pogosto le za poletno uporabo. Nekateri so kupili obstoječe dvorce in gradovi od plemstva. Nekateri dvorci so bili zgrajeni na ruševinah prejšnjih gradov, ki so bili uničeni v času nizozemskega upora (1566 ali 1568–1648). Lastniki, ki so si prizadevali pridobiti plemenitaški status, so prevzemali tudi ime prejšnjega gradu.
Te podeželske hiše ali dvorci (buitenplaats ali buitenhuis v nizozemščini) so bile v bližini mesta v slikovitih območjih s čistim vodnim virom. Nekaj jih še vedno stoji, predvsem ob rekah Vecht, Amstel, Spaarne v Kennemerlandu, rekah Vliet in Wassenaar. Nekatera se nahajajo v bližini nekdanjih jezer (zdaj polderjih), kot so Wijkermeer, Watergraafsmeer in Beemster. V 19. stoletju, z izboljšavami na področju upravljanja z vodami, so prišla v modo nova območja, kot so Utrechtsko gričevje (Utrechtse Heuvelrug) in okolica Arnhema. Vidnejša nizozemska dvorca sta: Huis Doorn (v bližini Utrechta) in Slot Heemstede (blizu Haarlema).

## Glej
- Seznam dvorcev v Sloveniji